# Attila Mizsér
Attila Mizsér (né le 28 avril 1961 à Budapest) est un pentathlonien hongrois. Il participe aux Jeux olympiques d'été de 1988 où il remporte la médaille d'or par équipe puis aux Jeux olympiques d'été de 1992 où il remporte la médaille d'argent en individuel. Il est également cinq fois champion du monde (1985, 1987, 1989, 1993) à la fois en individuel, dans les épreuves par équipe et en relais par équipe.

## Palmarès

### Jeux olympiques
- Jeux olympiques de 1988 à Séoul,  Corée du Sud
  -  Médaille d'or dans l'épreuve par équipe.
- Jeux olympiques de 1992 à Barcelone,  Espagne
  -  Médaille d'argent dans l'épreuve individuelle[1].

### Championnats du monde
- Championnats du monde de pentathlon moderne 1982
  -  Médaille d'argent dans l'épreuve par équipe.
- Championnats du monde de pentathlon moderne 1985
  -  Médaille d'or dans l'épreuve individuelle.
  -  Médaille d'argent dans l'épreuve par équipe.
- Championnats du monde de pentathlon moderne 1986
  -  Médaille d'argent dans l'épreuve par équipe.
- Championnats du monde de pentathlon moderne 1987
  -  Médaille d'or dans l'épreuve par équipe.
- Championnats du monde de pentathlon moderne 1989
  -  Médaille d'or dans l'épreuve par équipe.
  -  Médaille d'or dans l'épreuve du relais par équipe.
  -  Médaille d'argent dans l'épreuve individuelle.
- Championnats du monde de pentathlon moderne 1990
  -  Médaille d'argent dans l'épreuve du relais par équipe.
- Championnats du monde de pentathlon moderne 1991
  -  Médaille de bronze dans l'épreuve par équipe.
- Championnats du monde de pentathlon moderne 1993
  -  Médaille d'or dans l'épreuve du relais par équipe.

### Championnats d'Europe
- Championnats d'Europe de pentathlon moderne 1993
  -  Médaille d'or dans l'épreuve par équipe.